# Система управления освещением
Система управления освещением — это интеллектуальная сеть, которая позволяет обеспечить нужное количество света, где и когда это необходимо. Эта система широко применяется в коммерческой и жилой недвижимости, а также в промышленности, для внутренней и наружной рекламы и при освещении автомобильных дорог.
Большинство таких систем способно автоматически регулировать освещение. Автоматизация представляет собой один из трех основных механизмов оптимизации освещения наряду с использованием энергоэффективных ламп и грамотным расположением светильников.
Системы управления освещением используются для максимизации экономии энергии, в том числе с учетом строительных норм, стандартов зеленого строительства и энергосберегающих программ. Системы автоматического управления освещением часто встречаются под названием Умный дом.

## Используемые устройства
Если термин «управление освещением» обозначает отдельные светильники, включаемые и выключаемые вручную или иногда оборудованные встроенными датчиками света или движения, то понятие «система управления освещением» предполагает светильники, датчики и прочие вспомогательные устройства, объединенные в единую интеллектуальную систему, которая при необходимости может работать самостоятельно.
Система управления освещением может включать:
- умные выключатели, способные включаться и выключаться автоматически,
- умные диммеры, способные автоматически менять мощность освещения,
- умные лампы, способные автоматически включаться, выключаться, менять мощность, цветовую температуру и цвет,
- светодиодные ленты (с теми же возможностями, что и умные лампы) и RGB-контроллеры для управления ими,
- датчики движения,
- датчики присутствия,
- датчики открытия двери, окна, дверцы и так далее,
- датчики света,
- дополнительные дистанционные выключатели.

Она также может взаимодействовать с другими системами здания (такими как пожарная сигнализация или ОВК).
Управлять светом при этом можно как обычным способом (локально), так и через специальные центральные пульты, сенсорные экраны, веб-интерфейсы и мобильные приложения (управление проходит через контроллер).
Контроль за эффективностью управления освещением в жилых помещениях осуществляется Консорциумом по энергоэффективности.

## Преимущества
Основным преимуществом системы управления освещением над автономным управлением освещения или над обычным ручным переключением света является способность управлять отдельными световыми приборами или группой приборов из Единого пользовательского интерфейса устройства.
Возможность одновременно контролировать несколько источников света из одного устройства позволяет создать нужную световую атмосферу, в зависимости от предназначения помещения в тот или иной период времени.
Одним из важнейших преимуществ системы управления освещением является снижение энергопотребления.
Ещё одно преимущество — это увеличение продолжительности срока службы электрических ламп за счет энергосбережения.
Беспроводные системы управления освещением также позволяют снизить затраты на установку и предполагают больше вариантов размещения датчиков и выключателей.

## Автоматический контроль
Системы управления, как правило, предоставляют возможность автоматической регулировки освещения в зависимости от внешних условий, например автоматическое включение света по движению или по расписанию.
Во многих случаях пользователь может сам настроить алгоритмы срабатывания света: условия включения и выключения, изменения цвета и мощности, скорость изменения параметров и так далее. В таких алгоритмах можно использовать сразу несколько условий, например поддерживать вечером приглушенное освещение в гостиной, если в ней кто-то есть и если естественного света мало (расписание + датчик света + датчик присутствия).
Чаще всего используются следующие механизмы:
| механизм                                                    | примеры использования                                                                            | пусковое устройство                                       |
| ----------------------------------------------------------- | ------------------------------------------------------------------------------------------------ | --------------------------------------------------------- |
| расписание                                                  | включить свет в 7 утра, приглушить свет в 8 вечера, выключить в полночь весь свет, кроме ночника |                                                           |
| астрографик (рассвет / закат)                               | выключить свет через час после рассвета включить свет за час до заката                           |                                                           |
| таймер                                                      | выключить свет через 3 минуты после включения                                                    |                                                           |
| количество естественного света                              | включить свет, когда слишком темно, чтобы читать поддерживать постоянный уровень освещенности    | датчик света                                              |
| присутствие / отсутствие людей                              | включить свет, когда в комнату кто-то вошел, выключить свет, когда в комнате никого нет          | датчик движения, датчик присутствия                       |
| открывание / закрывание двери                               | включить свет, когда открылась входная дверь                                                     | датчик открытия                                           |
| сигналы от внешней системы (пожарной, охранной и так далее) | включить весь верхний свет при пожаре, заставить лампы мигать при взломе                         | датчик дыма, пожарная сигнализация, охранная сигнализация |

## Классификация систем управления освещением
В 1980-х техническое освещение стало модернизироваться. Оно должно было стать более управляемым и энергоэффективным. Изначально был создан аналог современной системы, который позволял контролировать флуоресцентный баланс и управлять интенсивностью освещения. Это был первый шаг к созданию полноценной системы управления освещением, однако аналог требовал большого количества кабельной проводки, что было экономически неэффективно. Tridonic стала первой компанией, которая сделала цифровой протокол передачи данных в 1991 году (DSI). DSI стал основным интерфейсом для передачи команд по изменению освещения всех подключенных световых приборов. В отличие от своего аналога данный интерфейс предполагал упрощенную систему использования кабеля. Таким образом, существует два типа систем:
- аналоговая система управления освещением
- цифровая система управления освещением

## Применение системы управления освещением в театре
Архитектурные системы управления освещением включают в себя двухпозиционный переключатель, контроль над интенсивностью освещения, и используются в основном для регулировки света на сцене. Системы управления могут быть расположены в различных частях одного здания и представляют собой как простую систему из нескольких переключателей, так и сложный интерфейс с сенсорным экраном.
Основное преимущество такой системы освещения для работников театра заключается в возможности управлять и регулировать свет на сцене, не прибегая к использованию пульта управления освещением. Таким образом, световые сигналы меняются и контролируются с помощью всего одной системы.